# Lucas Electric
Lucas Electric, grundat i Birmingham 1872 av Joseph Lucas, är en brittisk tillverkare av elektriska komponenter för fordonsindustrin. Företaget är numera omfokuserat till andra aktiviteter, och själva fordonselektronikdelen såldes ut på 1980-talet till Magneti-Marelli, emedan namnet Lucas levde kvar i mergen LucasVarity såsom tillverkare av kraftbromssystem för större fordon ända fram till sekelskiftet, då TRW köpte upp det.
En av de främsta konkurrenterna under fordonselektroniktiden var Bosch.

## Historia
Lucas Electric Ltd var den främsta leverantören av elsystem och relaterade produkter för de flesta brittiska bilmärkena under hela 1900-talet. Joseph Lucas var en pionjär inom bilelen, speciellt belysning och hans produkter har använts av bland annat Rolls-Royce, Jaguar, MG, Triumph, Austin Healey, Rover och Massey Ferguson. 
Lucas Electric fick sitt genombrott i tidigt 1900-tal som leverantör av billampor. De tidiga bilarna använde magnetisk tändning, som gav ström nog att förse tändstiften med ström, och inget annat. Tidiga framlyktor använde olika kemiska bränslen som olja eller acetylen från en gasgenerator som droppade vatten på kalciumkarbid. Dessa lampor var enkla och pålitliga och används fortfarande av grottutforskare eftersom de kan brinna lång tid med liten mängd bränsle. Dock blev behovet av starkare lampor stort när bilarna blev starkare och snabbare. Utvecklingen av lampor och generatorer, som höll jämna steg med resten av bilarna, gjorde bytet till elektrisk belysning ofrånkomligt. När även batterierna utvecklades kunde mer funktionalitet ges, inklusive elektriska startmotorer.
Ett kännetecken för Lucas-systemen var att de hade positiv jord, medan Bosch och de flesta konkurrenter hade negativ jord. Något som även Lucas bytte till runt 1970.

## Pionjärtiden
Lucas var en pionjär inom sitt område, och i början av bilens historia höll produkterna god kvalitet, med den tidens mått mätt, och prestigemärken som Rolls Royce använde system från Lucas. Dock vilade Lucas, precis som många andra, på sina föregående meriter. På 1950-talet ansågs Lucas produkter opålitliga under en era när bilar var maskiner som krävde mycket underhåll. Brittiska biltillverkare var fast med Lucas eftersom de var, av tradition, den brittiska leverantören.

## Nedgången
Under 1970-talet drevs stora besparingsprogram i den brittiska bilindustrin, något som inte gav ekonomiskt utrymme för utveckling av elsystemen.
Oviljan att modernisera ledde till nedgången för de flesta brittiska biltillverkarna. När brittiska märken blev uppköpta av utländska tillverkare som Ford och BMW ersattes Lucas med andra underleverantörer.

## Bilmodeller med Lucas elsystem
- MG
- Triumph
- Jaguar
- Austin
- Land Rover
- Volvo P1800 (endast belysning, ej motorstyrning).
- Jensen Motors
- Ford Cortina